# دشته‌توک
دشته‌توک (به لاتین: Daştatük) یک منطقهٔ مسکونی در جمهوری آذربایجان است که در شهرستان لنکران واقع شده‌است. دشته‌توک ۸۷۸ نفر جمعیت دارد. این آبادی در محدوده پارک ملی هیرکان جای دارد.

## ریشه واژه
دشت در زبان تالشی هم‌معنی با دشت در زبان فارسی است و توک به‌معنی شالیزار است و معنای کامل آن به‌صورت دشت کاشته‌شده با شالیزار است.